# Hylaeus excelsus
Hylaeus excelsus är en biart som först beskrevs av Johann Dietrich Alfken 1931.  Hylaeus excelsus ingår i släktet citronbin, och familjen korttungebin. Inga underarter finns listade i Catalogue of Life.